# Veronica prostrata
Veronica prostrata là một loài thực vật có hoa trong họ Mã đề. Loài này được L. miêu tả khoa học đầu tiên năm 1762.

## Hình ảnh

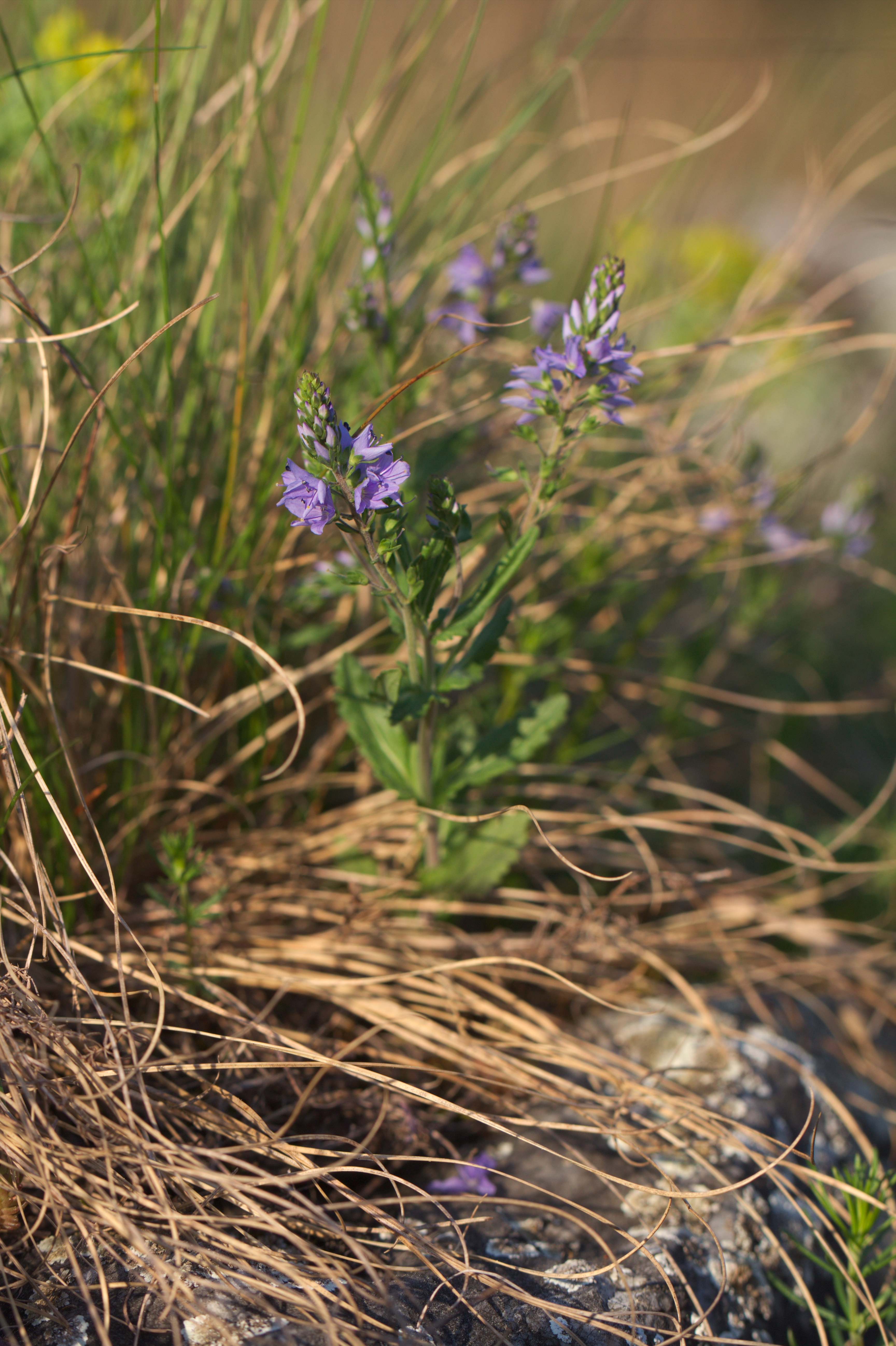
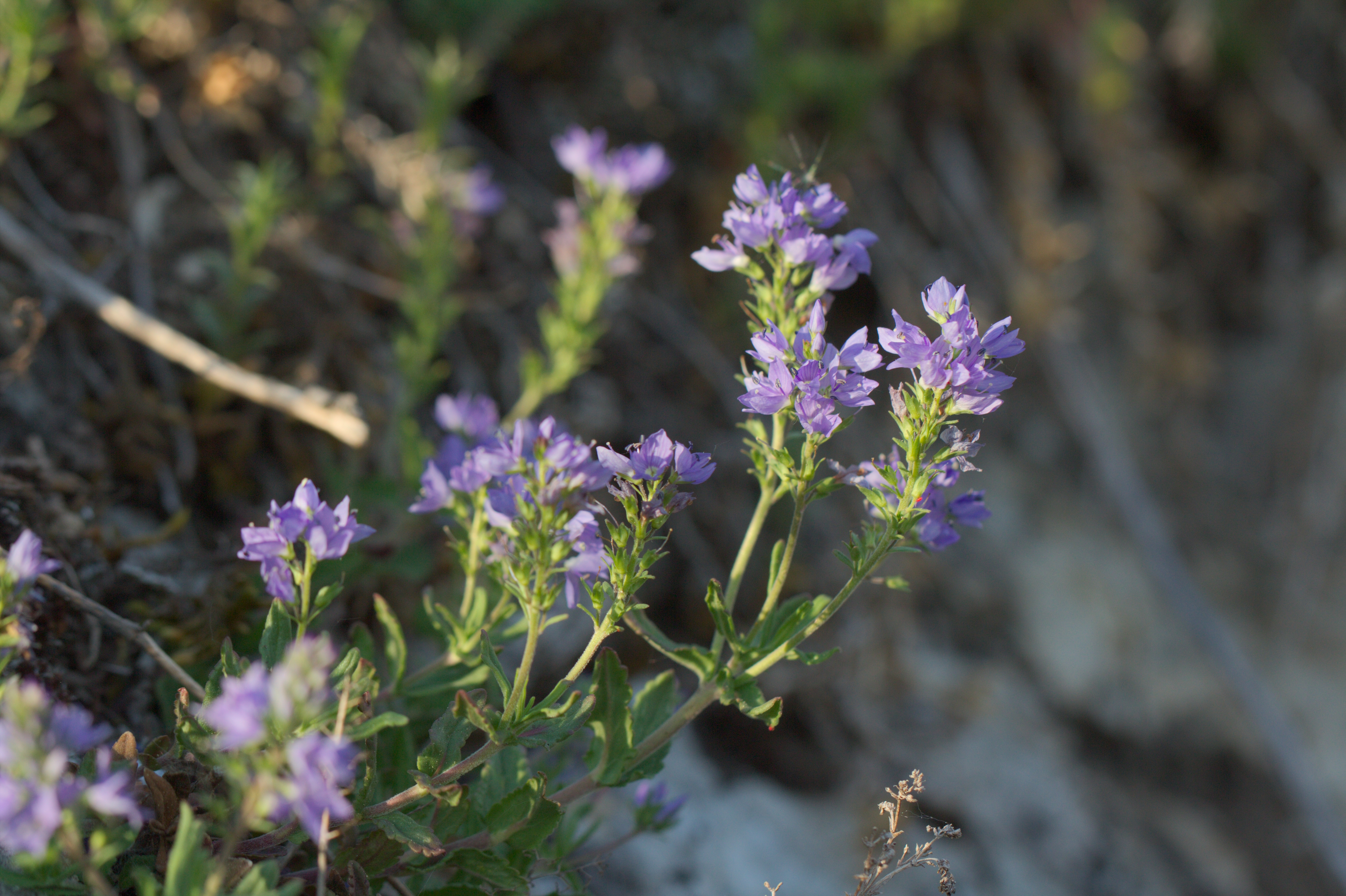
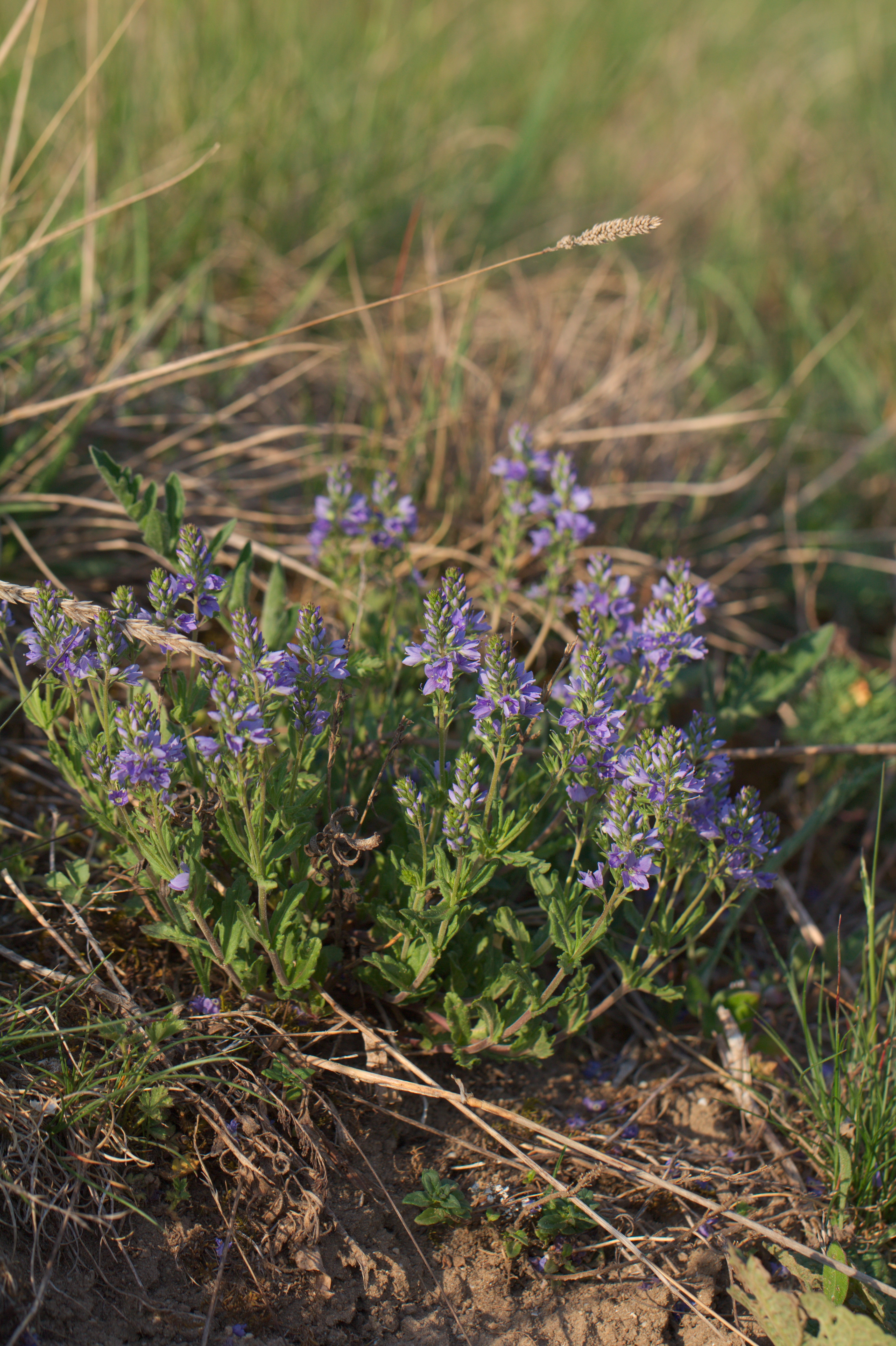
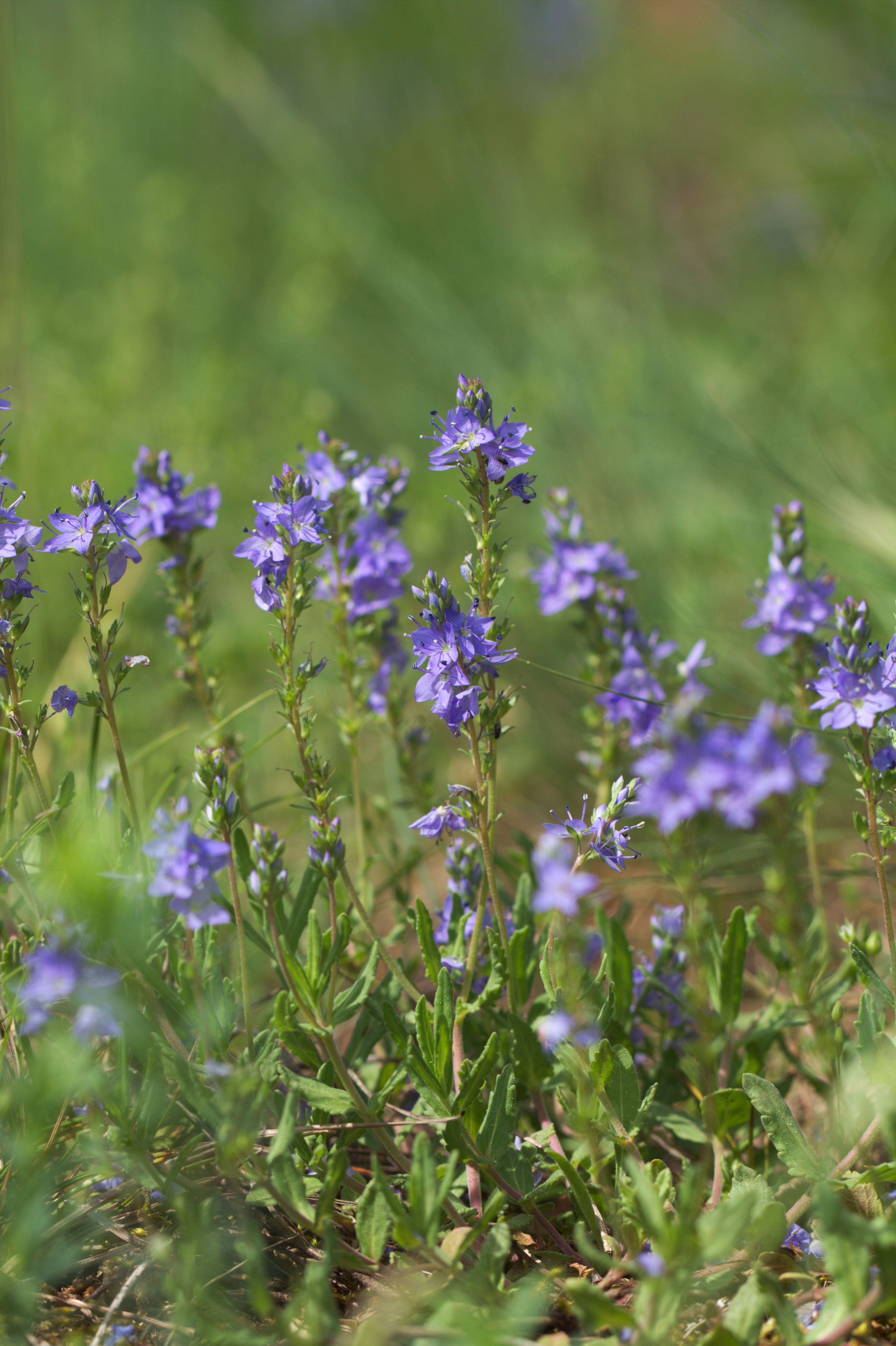